# Barão da Vargem da Ordem
Barão da Vargem da Ordem é um título nobiliárquico criado por D. Maria II de Portugal, por Decreto de 22 de Fevereiro de 1840, em favor de Gaspar Pessoa Tavares de Amorim da Vargem, depois 1.º Visconde da Vargem da Ordem.
Titulares
1. Gaspar Pessoa Tavares de Amorim da Vargem, 1.º Barão e 1.º Visconde da Vargem da Ordem.